# Берта Кентська
Свята Берта або Свята Альдеберг (бл. 565 — пом. у або після 601) — королева Кенту, чий вплив призвів до християнізації англосаксонської Англії . Канонізована як свята за значну роль у християнізації, що найбільше вплинуло в той період на подальшу англійську історію.

## Життєпис
Берта була франкською принцесою, донькою Харіберта I та його дружини Інгоберги, онукою правлячого короля Хлотара I та правнучкою Хлодвіга I та святої Клотільди . Її батько помер у 567 році, а мати — у 589 році. Берта виросла поблизу Тура . Її шлюб з язичником Етельбертом із Кенту в 580 році нашої ери був укладений за умови, що їй буде дозволено сповідувати свою релігію. Вона взяла з собою до Англії свого капелана Людгарда . Колишню римську церкву було відновлено для Берти неподалік від міста Кентербері та висвячено під іменем святого Мартина Турського . Це була приватна каплиця королеви Берти до прибуття Августина з Риму. Нинішня церква Святого Мартіна розташована на тому ж самому місці, включаючи римські стіни оригінальної церкви у вівтарі . ЮНЕСКО визнає її найстарішою церквою в англомовному світі, де християнське богослужіння постійно відбувається з 580 року нашої ери. Собор Святого Мартіна (з Кентерберійським собором і абатством святого Августина) входить до списку всесвітньої спадщини ЮНЕСКО .
Папа Григорій Великий направив місію на чолі з Августином Кентерберійським, щоб відновити християнство в Англії в 596 році. Прихильність місії після прибуття в 597 році нашої ери багато в чому була завдячена впливу Берти. Без її підтримки та доброї волі короля Етельберта монастирські поселення та собор, ймовірно, були б побудовані в іншому місці. У 601 році Папа Римський Григорій звернувся до Берти з листом, у якому високо оцінив її віру та знання письма.
Англосаксонські записи свідчать, що свята Берта мала двох дітей: Едбальда з Кента та Етельбурга з Кента . Її ім'я згадується в генеалогіях різних середньовічних оповідань "Кентійської королівської легенди ".
Дата її смерті (можливо, 606 рік) є спірною.

## Спадщина
Місто Кентербері вшановує королеву Берту різними способами.
- Стежка Берти, на якій розташовано 14 бронзових табличок на тротуарах, пролягає від Масляного ринку до церкви Святого Мартіна через парк Леді Вуттон.
- У 2006 році бронзові статуї Берти та Етельберта були встановлені на Леді Вуттонс-Грін у рамках проєкту Кентерберійського товариства пам'яті «Етельберт і Берта».[14]
- У церкві Святого Мартіна встановлена дерев'яна статуя Берти.[12]